# Biuletyn Opozycji

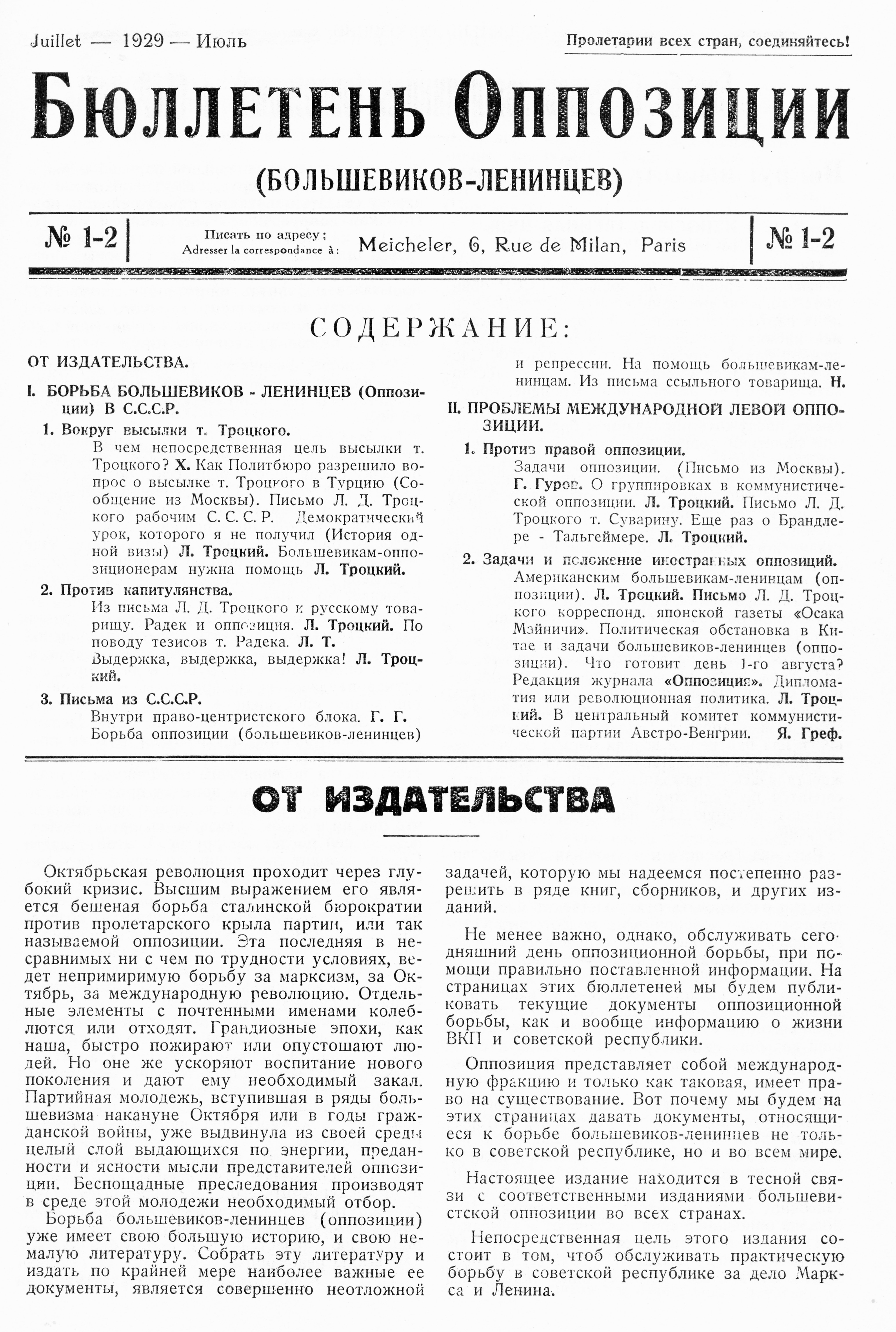
"Biuletyn Opozycji". Strona tytułowa pierwszego numeru pisma, lipiec 1929.

Biuletyn Opozycji (ros. Бюллетень Оппозиции) – rosyjskojęzyczny periodyk polityczny redagowany od 1929 przez Lwa Trockiego. Wydawany kolejno w Paryżu, Berlinie, Zurychu  i Nowym Jorku w latach 1929–1941.

## Okoliczności powstania
Od początku swojej działalności politycznej Trocki uważał publikacje prasowe za jeden z najskuteczniejszych środków propagandowych oraz za znakomite narzędzie politycznej edukacji samych działaczy marksistowskich. Po swoim wygnaniu z ZSRR w 1929 planował wykorzystanie nielegalnej prasy jako środka do kontynuowania walki ze stalinizmem i zjednoczenia rozproszonych i poddanych represjom członków Lewicowej Opozycji oraz innych sympatyków jego myśli politycznej. 

## Działanie
Pierwszy numer biuletynu został osobiście przygotowany przez Trockiego w jego domu na wyspie Prinkipo (Büyükada) w Turcji. Pismo, które miała być adresowane do czytelników rosyjskich, było pisana właśnie w tym języku i drukowane w rosyjskich oficynach wydawniczych w Paryżu, Berlinie, następnie w Zürichu, wreszcie w Nowym Jorku. Za obróbkę przygotowywanych przez Trockiego materiałów oraz ich druk odpowiedzialny był jego syn Lew Siedow. Trocki sam finansował druk gazety, wykorzystując do tego celu pieniądze zarobione na publikacji swojej autobiografii Moje życie oraz wielotomowej Historii rewolucji rosyjskiej. Następnie egzemplarze Biuletynu miały być przemycane na terytorium ZSRR i nielegalnie propagowane wśród szeregowych działaczy partyjnych oraz robotników. 
Biuletyn Opozycji był gazetą o wyraźnej linii politycznej, marksistowską i antystalinowską. Trocki, autor większości publikowanych w nim tekstów, przedstawiał na łamach periodyku swoją teorię polityczną (koncepcje zjednoczonego frontu, rewolucji permanentnej), polemizował z oficjalną, radziecką wykładnią marksizmu-leninizmu oraz tłumaczył różnice między rzeczywistością ZSRR a poglądami Marksa i Lenina. Wiele miejsca poświęcał na analizę i komentarz bieżących zdarzeń politycznych. Prezentowany system poglądów politycznych nigdy nie był określany na łamach Biuletynu jako trockizm, które to pojęcie było przez Trockiego postrzegane jako pejoratywne, ukute przez stalinistów dla określenia reprezentowanego przezeń "odchylenia od leninizmu". Aby podkreślić łączność ideową między swoimi poglądami a ideami Lenina, Trocki zawsze określał siebie i swoich zwolenników jako bolszewików leninistów. Sygnalizował to również podtytuł pism. Istotną częścią periodyku była korespondencja napływająca do autora z ZSRR, najczęściej anonimowa i o różnej wartości. 
Biuletyn Opozycji spełnił rolę zakładaną przez Trockiego w niewielkim stopniu. Aktywność OGPU i NKWD oraz wyjątkowo silna infiltracja zagranicznych środowisk trockistowskich przez stalinowskich agentów niemal uniemożliwiała przemycanie Biuletynu do ZSRR oraz jego kolportaż. Izaak Deutscher szacuje, że jego nakład nie przekraczał tysiąca egzemplarzy, zaś najczęstszymi czytelnikami Biuletynu byli działacze partyjni przebywający czasowo za granicą, którzy tam nabywali gazetę i przywozili ją do kraju. Lektura pisma była jednak przez nich traktowana raczej jako ciekawostka i interesujące alternatywne spojrzenie na problemy ZSRR niż zachęta do zaangażowania się w międzynarodowy ruch trockistowski. 
Ponadto represje wymierzane w prawdziwych lub domniemanych trockistów sprawiły, że do połowy lat 30. XX wieku większość właściwych adresatów pisma – dawnych opozycjonistów – oficjalnie złożyła samokrytykę i poparła politykę Stalina. Ok. 1936 Biuletyn był już trwale infiltrowany przez agentów NKWD, z których najważniejszym był Mark Zborowski, współpracownik Lwa Siedowa i jeden z redaktorów pisma. Policyjny terror NKWD okresu wielkiej czystki doprowadził do fizycznej zagłady zarówno korespondentów pisma, jak i potencjalnych jego odbiorców. Powtórzenie fenomenu Iskry w rzeczywistości totalitarnej dyktatury stalinowskiej w ZSRR okazało się w praktyce niewykonalne.
Po śmierci Trockiego Biuletyn Opozycji przestał się ukazywać.
Z uwagi na opublikowane w Biuletynie informacje pochodzące ze źródeł w aparacie władzy WKP(b) i ZSRR (do 1938), a także analizy polityczne Lwa Trockiego, Biuletyn był i pozostaje do dziś cennym źródłem do dziejów ZSRR, WKP(b) i międzynarodowego ruchu komunistycznego w latach 30. XX wieku.